# 信用利差
信用利差（英語：Yield spread）是指无违约风险债券与存在信用风险的债券之间的收益率差。 它也可以視為风险证券的收益率和政府证券的收益率之差。信用利差可以反映债券价格，公司债券风险越高，其信用利差越大，风险越小，其信用利差越小。信用利差的计算公式為：
信用利差=债券或贷款的收益率－相应的无风险证券的收益率。